# Ásványráró

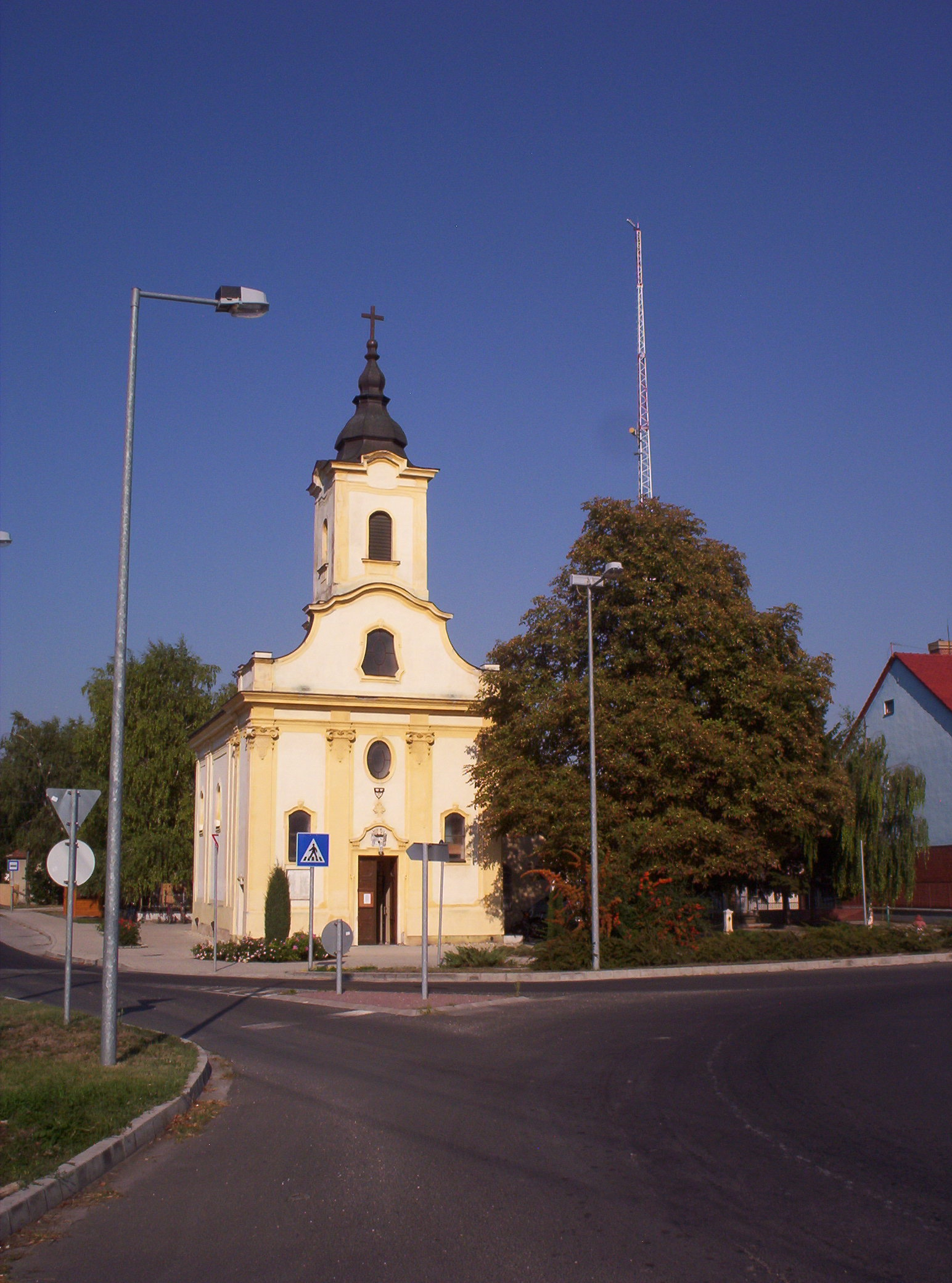

Ásványráró är en mindre stad i provinsen Győr-Moson-Sopron i Ungern. År 2019 hade Ásványráró totalt 2 023 invånare.